# Rybna (Tarnowskie Góry)
Rybna (niem. Rybna) – część miasta i dzielnica Tarnowskich Gór.

## Położenie
Rybna jest położona w zachodniej części miasta. Obejmuje większą część dawnej wsi i gminy Rybna. Od zachodu graniczy z sołectwem Miedary w gminie Zbrosławice, zaś z pozostałych stron z innymi dzielnicami Tarnowskich Gór:
- od południa ze Starymi Tarnowicami – granicę stanowi ulica Sielanka,
- od wschodu z Opatowicami oraz – na krótkim, około 400-metrowym odcinku – ze Śródmieściem-Centrum – granicę stanowi ul. Juliana Tuwima oraz droga polna łącząca tę ulicę z ulicą Sielanką,
- od północy ze Strzybnicą – granicę stanowi linia kolejowa nr 144.

## Nazwa
Nazwa wsi została wymieniona w 1415 roku w dokumencie erygującym parafię w Tarnowicach. Nie ulega wątpliwości, że odnosi się do bezpośredniej bliskości rzeki bogatej w ryby. Topograficzny opis Górnego Śląska z 1865 roku notuje miejscowość jako samodzielną wieś pod obecnie używaną, polską nazwą Rybna.

## Historia
W 1865 roku we wsi było 2 młynarzy, 3 rolników, 20 ogrodników oraz 2 posiadaczy ziemskich.
W 1928 roku sołtysem był Antoni Łysik, odznaczony Brązowym Krzyżem Zasługi za „zasługi w przyłączeniu Górnego Śląska do Polski”.

## Herb
Dzielnica posiada też własny herb z rodu rodziny Warkotsch.
Według statutu dzielnicy Rybna do 2015 roku herbem dzielnicy był:

(...) srebrna ryba na niebieskim polu.

## Zabytki
W tej dzielnicy znajduje się Pałac w Rybnej – wybudowany w 1796 roku w stylu barokowym i klasycystycznym. Odbywają się w nim koncerty muzyki poważnej.

## Transport

### Transport drogowy

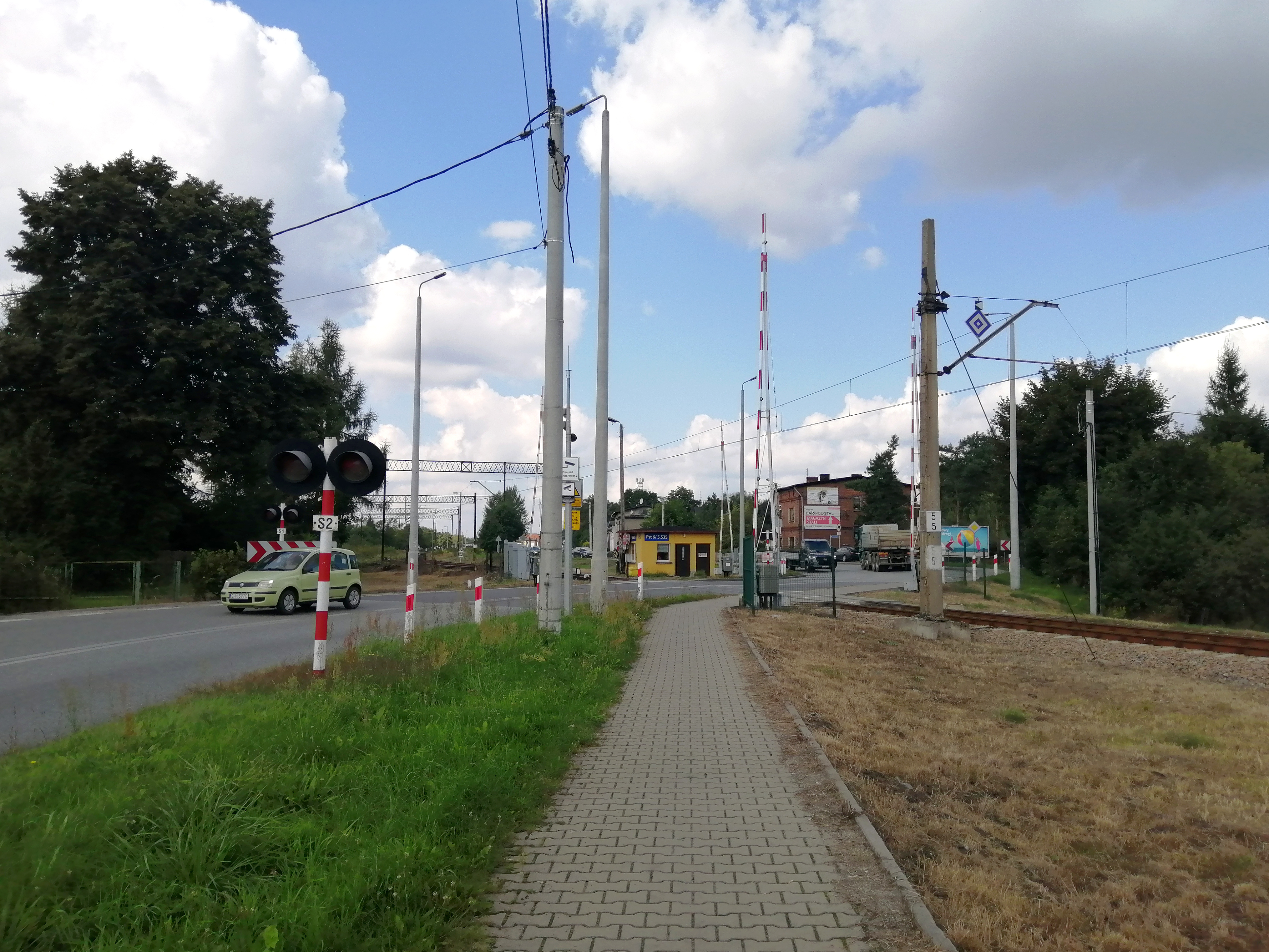
Przejazd kolejowo-drogowy na granicy Rybnej i Strzybnicy

Najważniejszą ulicą przebiegającą przez dzielnicę jest ulica Powstańców Warszawskich o długości ok. 2,5 km. Tworzy ona układ ulicówkowy dawnej wsi, współcześnie stanowi drogę powiatową nr 3239S powiatu tarnogórskiego. Rozpoczyna swój bieg na skrzyżowaniu z ulicą Zagórską na terenie Strzybnicy, następnie prowadzi w kierunku południowym, by po ok. 1,5 km skręcić na zachód. Kilometr dalej kończy się na granicy Tarnowskich Gór z Miedarami w gminie Zbrosławice.
Ulica Zagórska, będąca częścią drogi krajowej nr 11, przebiega przez północno-wschodnią część Rybnej i łączy dzielnicę z centrum miasta.
Od ulicy Powstańców Warszawskich odchodzą w kierunku wschodnim i południowo-wschodnim ulice Starowapienna (część drogi powiatowej nr 3310S) i Polarna (droga gminna nr 270 199 S) łączące Rybną z Opatowicami, a w kierunku południowym ulica Laryszowska (droga gminna nr 270 114 S) kończąca się na granicy miasta z Laryszowem.

### Transport kolejowy
Północną granicę dzielnicy tworzy linia kolejowa nr 144 łącząca stacje Tarnowskie Góry i Opole Główne. W Strzybnicy, tuż przy granicy z Rybną, znajduje się stacja Tarnowskie Góry Strzybnica, na której ruch pasażerski został zawieszony w grudniu 2011 roku wraz z wejściem w życie nowego rozkładu jazdy likwidującego cztery pary pociągów relacji Tarnowskie Góry – Zawadzkie – Opole Główne. Powodem jest wycofanie się województwa śląskiego z organizacji przewozów na tej linii spowodowane niską frekwencją w pociągach.

### Komunikacja miejska

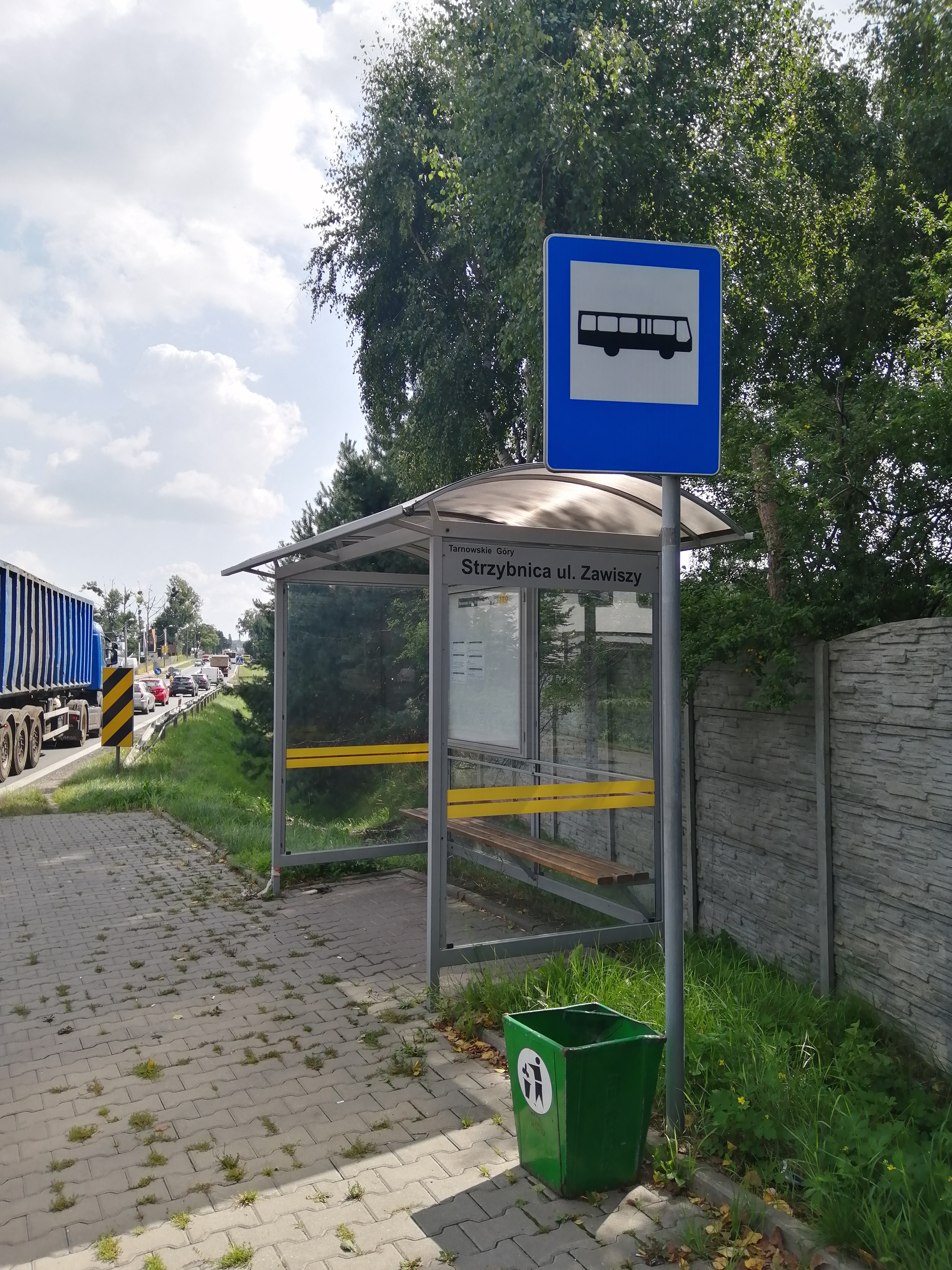
Znajdujący się w granicach administracyjnych Rybnej przystanek Strzybnica Zawiszy

Publiczny transport zbiorowy na terenie dzielnicy obejmuje przewozy autobusowe, których organizatorem od 1 stycznia 2019 jest Zarząd Transportu Metropolitalnego.
W granicach administracyjnych dzielnicy znajdują się przystanki: Rybna Lotników, Rybna Szkoła, Rybna Pałac, Rybna, Rybna Tołstoja, Rybna Starowapienna i Strzybnica Zawiszy oraz przystanki na żądanie: Rybna Przepompownia, Rybna Posesja 68 i Strzybnica Ogrodnictwo.
Według stanu z grudnia 2022 przez Rybną przejeżdżają i zatrzymują się autobusy kursujące na liniach:
- 78 (Tarnowskie Góry Dworzec – Miedary Posesja 17),
- 129 (Tarnowskie Góry Dworzec – Krupski Młyn Słoneczna),
- 142 (Tarnowskie Góry Dworzec – Strzybnica Kościelna),
- 143 (Tarnowskie Góry Dworzec – Nowa Wieś Pętla),
- 180 (Tarnowskie Góry Dworzec – Wielowieś Centrum Przesiadkowe),
- 614 i 615 (Miasteczko Śląskie Osiedle – Rybna Lotników),
- 670 (Tarnowskie Góry Dworzec – Pniowiec Pętla),
- 736 (Pniowiec Pętla – Miedary Tarnogórska),
- 780 (Stare Tarnowice GCR – Szarlej Kaufland).